# Saint-Avit-Frandat
Saint-Avit-Frandat (gaskognisch: Sent Avit e Frandat) ist eine französische Gemeinde mit 97 Einwohnern (Stand 1. Januar 2022) im Département Gers in der Region Okzitanien (bis 2015 Midi-Pyrénées); sie gehört zum Arrondissement Condom und zum Gemeindeverband Lomagne Gersoise. Die Bewohner nennen sich Saint-Avitois/Saint-Avitoises.
Sie ist umgeben von den Nachbargemeinden Sempesserre im Nordwesten, Sainte-Mère im Nordosten und Osten, Lectoure im Südosten, Süden und Südwesten sowie Castéra-Lectourois im Westen.

## Bevölkerungsentwicklung
| Jahr                                                                                   | 1793 | 1821 | 1831 | 1921 | 1954 | 1962 | 1968 | 1975 | 1982 | 1990 | 1999 | 2006 | 2011 | 2016 |
| Einwohner                                                                              | 324  | 348  | 349  | 160  | 203  | 136  | 126  | 119  | 113  | 92   | 85   | 109  | 96   | 99   |
| heutiges Gemeindegebiet Quellen: Cassini, FrandatCassini, Saint-Avit-Frandat und INSEE |      |      |      |      |      |      |      |      |      |      |      |      |      |      |